# Engo (Unternehmen)
Die Engo GmbH (auch Engo) ist ein in Vahrn (Südtirol, Italien) ansässiges Unternehmen, das seit 1979 Eisaufbereitungsmaschinen, Bandensysteme und Eisstadion-Equipment produziert, vertreibt und wartet. Die Engo GmbH ist Teil der TechnoAlpin-Gruppe. Die Engo GmbH ist ebenso Mitglied der Internationalen Vereinigung Sport- und Freizeiteinrichtungen IAKS und ein technischer Partner des FISG (Federazione italiana di sport su ghiaccio)  und des Spengler Cup.

## Geschichte
Engo wurde 1979 als kleiner Maschinenbau-Betrieb gegründet und startete mit der Produktion von Schneekanonen, Banden für Eisfelder und Eisbearbeitungsmaschinen. Der erste Prototyp einer Eisbearbeitungsmaschine des Herstellers wurde 1980 präsentiert und nach diversen Anpassungen wurde das erste Produktionsmodell (ME-215) im Jahre 1983 ausgeliefert. Gleichzeitig mit der Entwicklung der Eisbearbeitungsmaschinen wurden Bandensysteme für Eisfelder entwickelt. Durch enge Zusammenarbeit mit diversen Sportinstitutionen konnten die Konstruktion der Banden stetig verbessert werden. Die Banden wurden anfangs aus GFK (Glasfaserverstärkter Kunststoff) und Stahlprofilen hergestellt. Engo stellte im Jahre 1990 die erste vollelektrische Eisbearbeitungsmaschine her.
Seit 2011 ist Engo als Hersteller auf der ganzen Welt tätig und verfügt über Filialen in Kanada, Schweden und Russland zusammen mit einem weitreichenden Netzwerk von Vertriebspartnern. Im Jahre 2012 entwickelte Engo Ice Arena Equipment in Zusammenarbeit mit verschiedenen Universitäten ein flexibles Bandensystem aus PE (Polyethylen) und Aluminium, um Spielersicherheit zu erhöhen und Verletzungsgefahren im internationalen Eishockeysport zu verringern. Engo ist seit 2018 ein Teil der TechnoAlpin Gruppe.

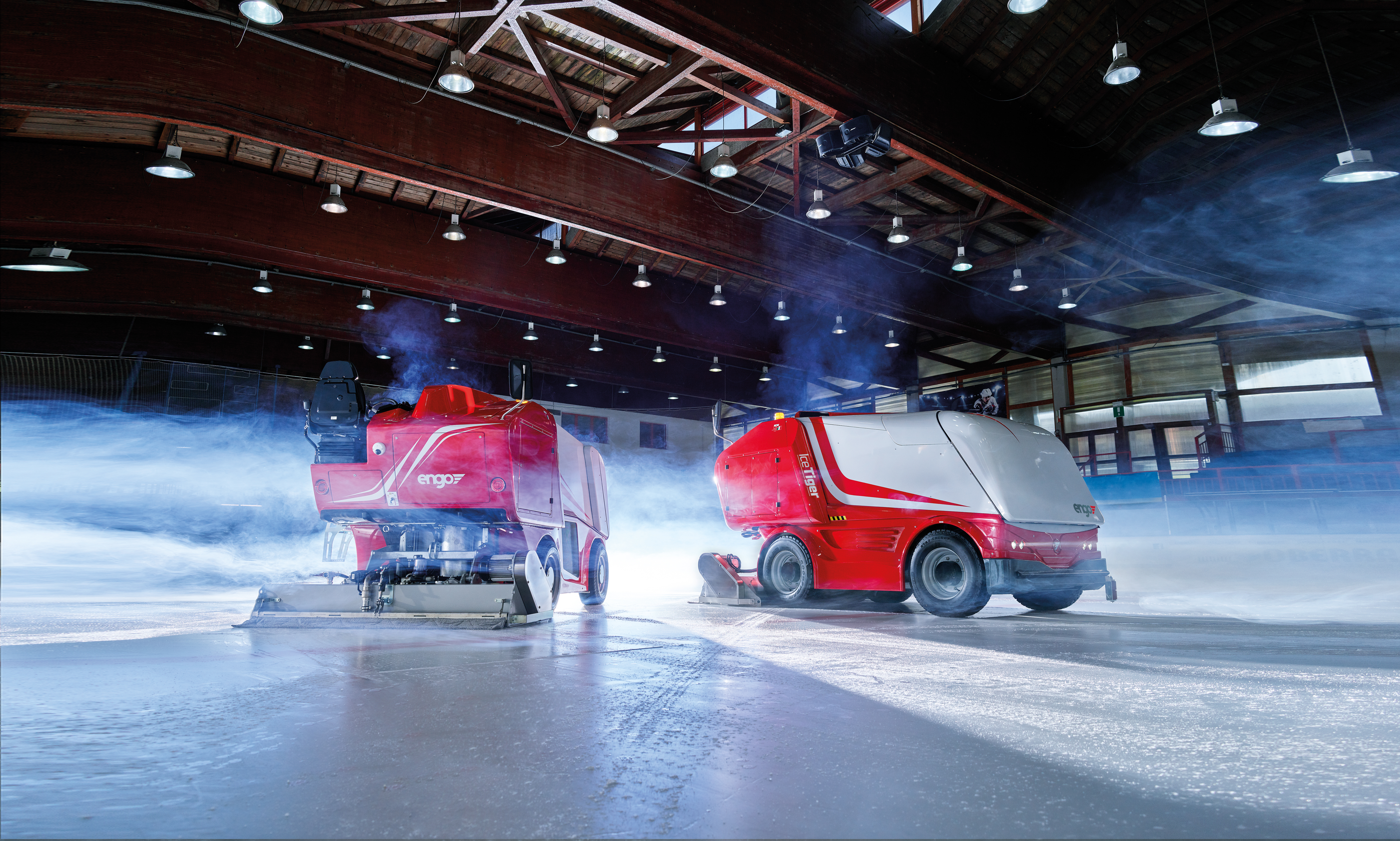
Engo Eisbearbeitungsmaschinen IceTiger und IceWolf